# Театральная газета
Театральная газета — ежедневная газета, выходившая в Москве в июне 1876 — октябре 1877 года. В 1913—1918 гг. выходила одноименная газета.
Издатель И. И. Смирнов — владелец типографии, московский откупщик афишной монополии.
Редакторы:
- И. С. Дурново,
- П. Н. Островский (с мая 1877) — брат известного драматурга А. Н. Островского[4].

Газета имела информационно-рекламный характер, печатала программы московских императорских театров, частных зрелищ и увеселений, перепечатки по истории театра, заметки и рецензии на спектакли.
Преобразована в газету «Суфлёр».